# Haematopota silvai
Haematopota silvai är en tvåvingeart som beskrevs av Travassos Dias 1955. Haematopota silvai ingår i släktet Haematopota och familjen bromsar.
Artens utbredningsområde är Moçambique. Inga underarter finns listade i Catalogue of Life.